# Remco te Brake
Remco te Brake (Rhenen, 29 november 1988) is een Nederlands voormalig wegwielrenner. In 2014 won hij de derde etappe en het eindklassement van de Ronde van Gironde.

## Erelijst

### Wegwielrennen
2009
Omloop Lek en IJssel
2011
Omloop van de Glazen Stad
2014
3e etappe Ronde van Gironde
Eindklassement Ronde van Gironde